# Kokomo City
Kokomo City ist ein Dokumentarfilm von D. Smith. Darin porträtiert sie die vier schwarzen trans Frauen Daniella Carter, Dominque Silver, Koko Da Doll und Liyah Mitchell, die offen von ihren Erfahrungen in der Sexarbeit sprechen. Die Premiere des Films erfolgte im Januar 2023 beim Sundance Film Festival. Im Februar 2023 wurde der Film im Rahmen der Internationalen Filmfestspiele in Berlin vorgestellt. Bei beiden Filmfestivals wurde Kokomo City mit dem Publikumspreis ausgezeichnet. Zahlreiche weitere Auszeichnungen folgten.

## Inhalt
Koko Da Doll und Liyah Mitchell aus Atlanta sowie die New Yorkerinnen Daniella Carter und Dominique Silver sind trans, schwarz und Sexarbeiterinnen. Sie reden im Film offen über solche Dinge, über die sie in der Öffentlichkeit eigentlich nicht reden oder ein Tabu sind, so über ihre Körper und was sie mit diesen im Schlafzimmer tun. Auch die Gefahren in ihrem Beruf werden thematisiert. So berichtet Dominque Silver wie ein Mann sie nach dem Oralsex geschlagen hatte, als er bemerkte, dass sie trans ist.
Im Film kommen auch andere Personen zu Wort, die sich von den ultrafemininen Qualitäten von trans Frauen angezogen fühlen, darunter ein Hip-Hop-Songwriter namens LØ. Der Club-Promoter Lenox Love, der in Atlanta eine wöchentliche Hush Night mit „Sexy Beautiful Transsexual Exotic Dancers“ ins Leben gerufen hat, erklärt im Film, dass er Transfrauen wie alle anderen Frauen mag.
Kokomo City zeigt die vier Transfrauen auch in Momenten, die nichts mit der Sexarbeit zu tun haben, etwa wie sich Daniella Carter in ihrem Badezimmer hübsch macht und sich mit einem Elektrorasierer rasiert.

## Produktion

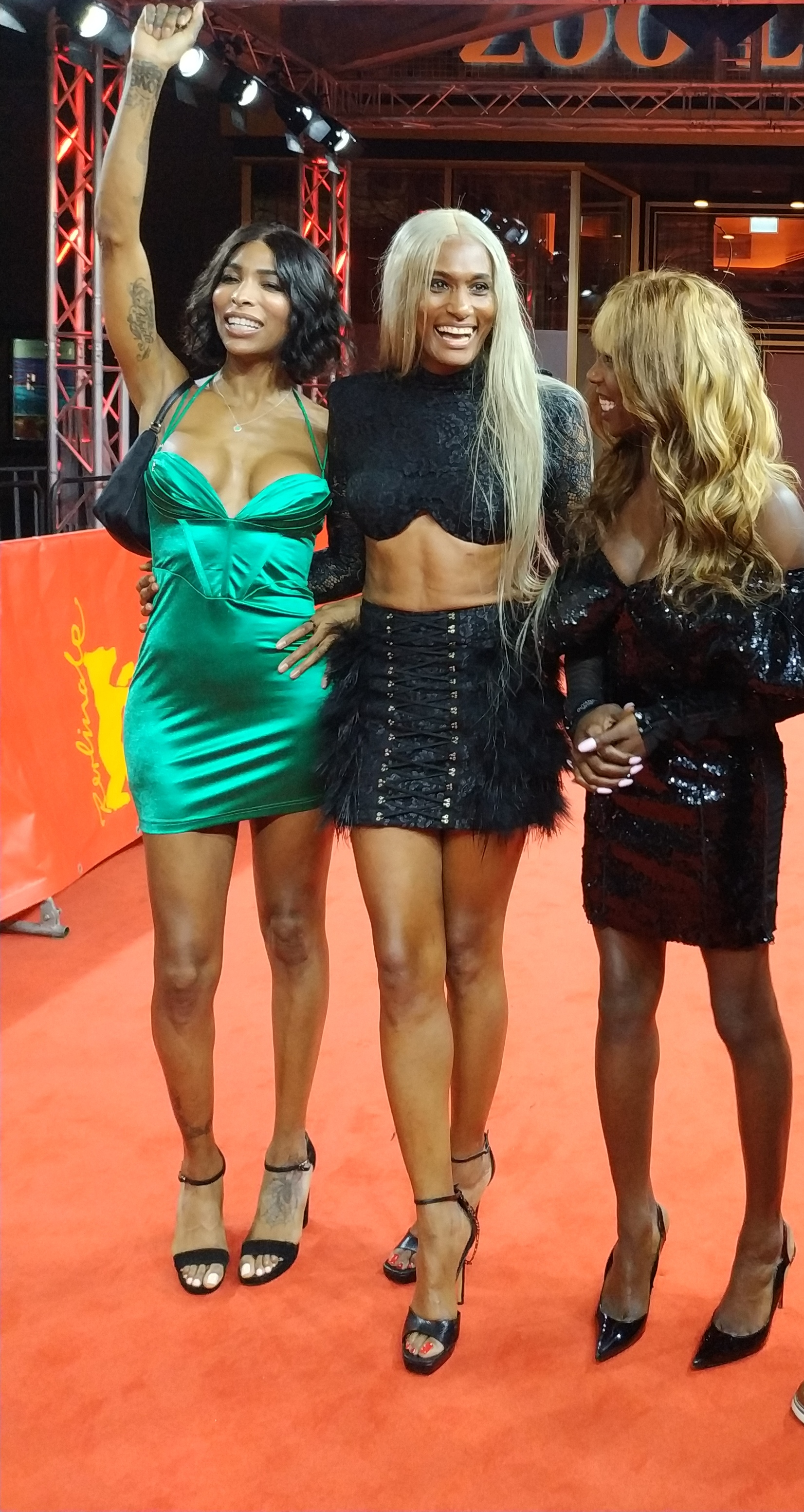
Dominique Silver, Daniella Carter und Liyah Mitchell bei der Berlinale 2023

Regie führte D. Smith, die als Singer-Songwriterin und Produzentin für Künstler wie Lil Wayne und Katy Perry tätig und zweifach für einen Grammy nominiert war. Während der Dreharbeiten zu dem Film stolperte sie über eine fast 90 Jahre alte Aufnahme mit dem Titel Sissy Man Blues des fast vergessenen schwarzen Schlagersängers Kokomo Arnold. Sein Name inspirierte Smith zu dem Filmtitel Kokomo City. Es handelt sich dabei um keinen realen Ort, sondern soll vielmehr den Ort beschreiben, den ihre Schwestern, die vier schwarzen Transprotagonistinnen, in der Welt einnehmen. Smith übernahm auch die Songauswahl für Kokomo City.
Weil die geführten Gespräch und die behandelten Themen sehr intim sind, hatte die Regisseurin, die auch als Kamerafrau fungierte und den Filmschnitt übernahm, bei den Dreharbeiten in den Wohnungen der vier Sexworkerinnen ihre Schuhe ausgezogen, um sich wie im Haus eines Freundes oder Verwandten zu fühlen. Sie wollte, dass sich auch der Zuschauer so fühlt und machte die Aufnahmen aus niedrigeren Winkeln meist vom Boden aus.
Der Film feierte am 21. Januar 2023 beim Sundance Film Festival seine Premiere. Dort sicherte sich Magnolia Pictures die weltweiten Vertriebsrechte am Film. Im Februar 2023 wurde Kokomo City bei den Internationalen Filmfestspielen in Berlin in der Sektion Panorama vorgestellt. Anfang März 2023 wurde er beim Miami Film Festival und hiernach beim London LGBTQIA+ Film Festival und beim South by Southwest Film Festival gezeigt. Ende April 2023 wurde Kokomo City beim Atlanta Film Festival vorgestellt. Anfang Mai 2023 wurde der Film beim Chicago Critics Film Fest gezeigt und hiernach beim Mammoth Lakes Film Festival und beim Inside Out Toronto 2SLGBTQ+ Film Festival. Im Juni 2023 wurde er beim Bentonville Film Festival, bei Frameline47 und beim Provincetown International Film Festival vorgestellt. Anfang Juli 2023 wurde der Film im Rahmen der Open-Air stattfindenden Sommer-Berlinale und Ende des Monats beim New Horizons International Film Festival gezeigt. Zwischen Juli und September 2023 wurde Kokomo City im Rahmen des New Zealand International Film Festivals vorgestellt. Im November 2023 erfolgten Vorstellungen beim International Documentary Film Festival Amsterdam und beim Tallinn Black Nights Film Festival.
Am 18. April 2023 wurde Koko da Doll, mit bürgerlichem Namen Rasheeda Williams, im Südwesten von Atlanta tot auf einem Bürgersteig neben einem Einkaufszentrum aufgefunden. Sie wurde 35 Jahre alt. Von ihrem Tod bestürzt erklärte Smith, Williams werde „kommende Generationen inspirieren und niemals vergessen werden“.

## Rezeption

### Kritiken
Von den bei Rotten Tomatoes aufgeführten Kritiken sind 99 Prozent positiv bei einer durchschnittlichen Bewertung mit 7,7 von 10 möglichen Punkten. Auf Metacritic erhielt der Film einen Metascore von 79 von 100 möglichen Punkten.
Hans Bonhage von uncut.at schreibt, Kokomo City lebe von seinen großartigen, charismatischen Protagonistinnen. Aus Berichten über ihre eigenen Lebenserfahrungen, Träume und Probleme abstrahierten sie klug und reflektiert auf gesamtgesellschaftliche Strukturen und eröffnen so Perspektiven, denen für gewöhnlich nicht genug Beachtung geschenkt wird. Eine der großen Stärken des Films sei auch, dass er zu keiner Sekunde den Verdacht aufkommen lässt, die Lebenssituation seiner Protagonistinnen zu glorifizieren. Auch wenn eine gewisse Freude und Genugtuung damit einhergehe, plötzlich ein kleines bisschen Macht aus dem Begehren der Männer ziehen zu können und die vier Frauen der Welt auch sonst mit einer bewundernswerten Resilienz und Lebensfreude begegneten, sei sich Smith jederzeit über die Gefahren bewusst, die ihre Rolle mit sich bringt, beginnend mit der Waffengewalt über die Angst vor HIV-Infektionen, die ebenso Teil des Berufs ist: „Die Frauen sind nicht aus Spaß Sexarbeiterinnen, sondern weil es die einzige Möglichkeit ist, an Geld zu kommen. Sie wollen raus, so bald wie möglich, und einfach ihr Leben leben.“
Manuel Schubert schreibt in seinem Blog bei taz.de, D. Smith stelle in Kokomo City unglaublich reflektierte Frauen vor, deren Schatz an Lebenserfahrung größer ist als es ihnen eigentlich selber lieb wäre. Sie seien stark, weil sie sich Schwächen nicht erlauben können, und sie seien schön, weil sie das Geld brauchen, um zu überleben in einem Amerika, das menschlichen Wert nicht nur nach Hautfarbe und Geschlecht, sondern auch nach Einkommen bemisst. Der Film setze diesen Frauen kein Denkmal, sondern diene eher als ein Sprachrohr, um jene Stimmen laut zu machen und zu verstärken, die zu den multiplen Krisen in den US-amerikanischen Gesellschaften und, deren Lösungen wesentlich mehr beitragen könnten als Politik, Medien, Forschung und Kirchen. Seine Kollegin Sara Piazza bemerkt in ihrer Kritik, an den rhythmisch geschnittenen Schwarzweiß-Bildern und dem klugen Einsatz des Soundtracks erkenne man, dass Smith auch selbst Musikerin ist. Es sei ihr trotzdem gelungen, aus dem von ihr gedrehten und geschnittenen Dokumentarfilm kein glattes Musikvideo zu machen. Die zentrale Frage des Films sei, warum werden Schwarze trans Frauen in der Schwarzen Hetero-Community, sowohl von cis-Frauen als auch -Männern, besonders stigmatisiert und isoliert würden.

### Auszeichnungen
Im IndieWire Critics Poll des Jahres 2023 landete Kokomo City unter den Dokumentarfilmen auf dem ersten Platz. Im Rahmen der Golden Tomato Awards ging er als Zweitplatzierter unter den besten Dokumentarfilmen des Jahres 2023 hervor. Im Folgenden eine Auswahl von weiteren Auszeichnungen und Nominierungen.
American Society of Cinematographers Awards 2024
- Nominierung für den Documentary Award (D. Smith)[31]

Black Reel Awards 2024
- Nominierung als Bester Dokumentarfilm
- Nominierung für die Beste Kamera (D. Smith)
- Nominierung für den Besten Filmschnitt (D. Smith)[32]

Chicago Film Critics Association Awards 2023
- Auszeichnung als Bester Dokumentarfilm

Cinema Eye Honors Awards 2023
- Auszeichnung als Bester Debütfilm (D. Smith)
- Nominierung in der Kategorie Nonfiction Feature
- Nominierung für die Beste Regie (D. Smith)
- Nominierung für die Beste Kamera (D. Smith)
- Nominierung für das Beste Sounddesign (Roni Pillischer)[33][34]

Critics’ Choice Documentary Awards 2023
- Nominierung als Bester Dokumentarfilm
- Nominierung als Bester Erstlingsfilm
- Nominierung für die Beste Musik (D. Smith)
- Nominierung für die Beste Kamera (D. Smith)
- Nominierung für den Besten Filmschnitt (D. Smith)[35]

Directors Guild of America Awards 2024
- Nominierung für die Beste Regie im Dokumentarfilm (D. Smith)[36]

Docaviv 2023
- Auszeichnung als Bester Film im International Competition[37]

Dorian Awards 2024
- Auszeichnung als Documentary of the Year
- Auszeichnung als LGBTQ Documentary of the Year[38]

GLAAD Media Awards 2024
- Auszeichnung als Bester Dokumentarfilm[39]

Independent Spirit Awards 2024
- Nominierung als Bester Dokumentarfilm[40]

Internationale Filmfestspiele Berlin 2023
- Auszeichnung mit dem Panorama Publikumspreis
- Nominierung für den Teddy Award als Bester Dokumentar- / Essayfilm[41][42]

Miami Film Festival 2023
- Nominierung für den Documentary Achievement Award[7]

National Society of Film Critics Awards 2024
- Runner-up als Bester Dokumentarfilm[43]

Online Film Critics Society Awards 2024
- Nominierung als Bester Dokumentarfilm[44]

 Sundance Film Festival 2023
- Auszeichnung mit dem Audience Award in der Sektion NEXT
- Auszeichnung mit dem NEXT Innovator Award[45]